# Jimmy Urine
 (novembre 2012).
Si vous disposez d'ouvrages ou d'articles de référence ou si vous connaissez des sites web de qualité traitant du thème abordé ici, merci de compléter l'article en donnant les références utiles à sa vérifiabilité et en les liant à la section « Notes et références ».
Jimmy Urine, né James Euringer le 7 septembre 1969 à New York, est un chanteur américain principalement connu dans le groupe Mindless Self Indulgence, qu'il a lui même fondé.

## Enfance et adolescence
Ses parents, Celia Euringer (née Rodriguez) est née à Cali en Colombie et a des origines espagnoles. Son père, George Euringer résidait en Géorgie et a des origines allemandes. Durant les années soixante, le couple se rencontre à Chicago en Illinois. Après leurs études ils se marient et, ne pouvant pas avoir d'enfant de suite, adoptent le petit Markus en 1968. Un an plus tard, James né à New York et dixit avoir passé une merveilleuse enfance, il se considérait comment étant un enfant gâté et un mordu de Star Wars, c'était un collectionneur de BD et de vinyls, il est dyslexique. Ses goûts musicaux sont très larges.
Il grandit à Upper West Side à New York, où il étudie dans un lycée catholique. Il avoue alors que c'était un enfant ignoré à l'école, et qu'il détestait ça mais n'a jamais eu de problèmes avec l'établissement ou le personnel.

## Premier succès
Passé le cap des études, il enregistre, avec son frère et son ami d'enfance : Steven Montano, l'album Mindless Self Indulgence qui sortira le 1er janvier 1995, il dira plus tard à la presse que cet album était là pour lui remonter le moral.

## Mindless Self Indulgence
Après son premier enregistrement, il continue sa carrière avec Mindless Self Indulgence, nom éponyme à son premier album. voir Mindless Self Indulgence pour plus de renseignements
Son nom fait référence à ses performances sur scènes où, selon lui, il boirait de l'urine et le cracherait sur la foule.

## Vie privée
James est marié à Chantal Claret depuis le 18 janvier 2008. Ensemble, ils créent Tour Crush en 2009, qu'ils arrêtent deux ans plus tard.

## Affaire judiciaire
Le 9 août 2021, des poursuites sont engagées contre James Euringer devant la Cour suprême de New York pour agression sexuelle sur une mineure, qui affirme avoir eu des relations sexuelles avec Euringer pendant plus de deux ans - de janvier 1997 à juin 1999 - à partir du moment où elle avait 15 ans et Euringer 27 ans,.
Le 26 mars 2024, les charges retenues contre lui ont été abandonnées avec préjudice après que toutes les parties impliquées dans le procès ont accepté une stipulation de non-lieu. 

## Projets solos
Avec son ami de longue date, Steve, righ? ils créent The Left-Rights et sortent un premier album en 2002 intitulé The Left-Rights : What's the coooool retards are listenin' to... et un second voit le jour le 9 novembre 2010 sous le nom de Bad choices, made easy.
Euringer est aussi notable dans le jeu Lollipop Chainsaw où il prête sa voix au boss du jeu : Zed, le zombie punk, et pour lequel il a composé la musique du niveau final.